# 상주중학교 (경남)
상주중학교(尙州中學校)는 대한민국 경상남도 남해군 상주면 상주리에 있는 사립 중학교이다.

## 학교 연혁
- 1953년 5월 17일 : 상주고등공민학교 설립인가
- 1954년 4월 1일 : 인가후 첫 입학
- 1957년 3월 20일 : 고등공민학교 제1회 졸업
- 1963년 12월 14일 : 이동 상주학원 설립인가, 초대 이사장 김종선 선생 취임
- 1963년 12월 16일 : 초대 교장 이용수 선생 부임
- 1966년 2월 20일 : 상주고등공민학교 제10회 졸업
- 1967년 1월 31일 : 상주중학교 제1회 졸업, 공민학교 제10회 포함 총 11회
- 1976년 6월 9일 : 현 교사 신축 이전(8교실)
- 1986년 5월 21일 : 교명 개정 상주학원 상주중학교
- 2004년 1월 1일 : 제3대 강창수 이사장 취임
- 2015년 2월 4일 : 경남 최초 대안교육 특성화중학교 지정
- 2016년 4월 1일 : 청암교육관 기숙사 준공
- 2020년 4월 23일 : 본관 교사동 신축
- 2022년 3월 1일 : 제10대 조용순 교장 취임
- 2023년 1월 6일 : 제67회(특성화교육 5기) 졸업장 수여식(30명, 총 졸업생수 4,026명)
- 2023년 3월 2일 : 2023학년도 신입생 입학(신입생 30명)

## 참고 자료
- 상주중학교 - 한국교육학술정보원 학교알리미